# Laura Marling
Laura Beatrice Marling est une chanteuse et compositrice anglaise, née le 1er février 1990 dans le comté de Hampshire. Elle baigne dans la musique depuis petite, sa mère est professeur de musique et son père possédait un studio d'enregistrement. C'est lui qui l'a initié à la guitare folk dès son plus jeune âge. 
À l'âge de 16 ans elle s'installe à Londres et fréquente alors la scène « Nu folk ». Elle a joué avec plusieurs groupes et a sorti son premier album, Alas, I Cannot Swim, en 2008. Son premier album, son deuxième album I Speak Because I Can, son quatrième album Once I Was an Eagle et son septième album Song for Our Daughter ont été nominés pour le Mercury Music Prize en 2008, 2010, 2013 et 2020, respectivement. Son sixième album, Semper Femina, a également été nommé pour un Grammy Award dans la catégorie « Meilleur album folk », tout comme Song for Our Daughter.